# Râul Alatîr
Alatîr este un râu în Federația Rusă care curge prin regiunea Nijni Novgorod, Mordovia și Ciuvașia. Lungimea acestuia este de 296 km, iar suprafața bazinului hidrografic de 11.200 km². Este un afluent de stânga al râului Sura și se varsă în el la 277 km distanță de gura acestuia.

## Geografie
Sursa râului se află la 10 km vest de orașul Pervomaisk din regiunea Nijni Novgorod. Direcția generală a cursului este spre est. Pe cursul superior formează granița dintre regiunea Nijni Novgorod și Mordovia, și apoi trece prin raioanele Pervomaisk, Lukoianovski și Pocinkovski ale regiunii Nijni Novgorod, raioanele Icealkovski și Ardatovski ale Mordoviei, iar cursul inferior curge prin raionul Alatîrski din Ciuvașia. Se varsă în Sura la periferia nordică a orașului Alatîr.

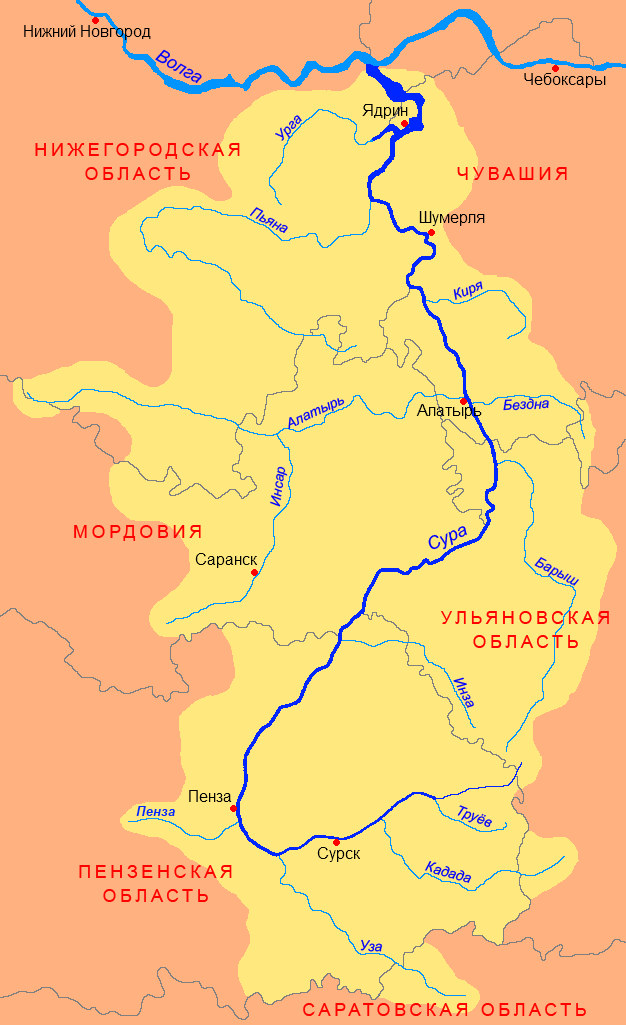
Bazinul râului Sura

Râul curge prin partea nordică a podișului Volga, printr-un ținut împădurit. Principalele zone păduroase se găsesc pe malul stâng. Malul drept, mai jos de satul Madaevo, este lipsit aproape în întregime de păduri.
Valea râului este dens populată, un număr considerabil de localități fiind fondate pe malul acestuia: orașele Alatîr (Ciuvașia) și Ardatov (Mordovia), orășelul Turghenevo (Mordovia), satele mari Ahmatovo (Ciuvașia), Kalasevo, Lunga, Lunghinskii Maidan, Tarhanovo, Beregovîe Sîresi, Novîe Icealki, Kemlea, Kergudî, Guleaevo și Kendea (Mordovia), Kocikurovo, Iliynskoe, Baikovo, Puzskaea Sloboda, Madaevo, Novomihailovka, Șutilovo și Obuhovo (Nijni Novgorod).

## Hidrografie
În partea superioară cursul râului are o lățime de 0,5-1 m și adâncimea de 0,3-0,5 m; se întâlnesc des acumulări de apă cu lățimea de până la 10 m și adâncimea de până la 1,5-2 m; lunca este largă, iar malurile joase (0,5-1 m înălțime). În timpul verii segmentul acesta seacă frecvent. Mai departe, după Orlovka, râul începe să se schimbe: lățimea ajunge până la 15 m cu o adâncime de până la 2-2,2 m și viteza curentului de 0,1 m/s. Malurile devin abrupte cu o înălțime de 3-5 m, acestea coborându-se doar sporadic, dar chiar și atunci sunt împânzite de tufișuri.
Pe cursul mijlociu malurile sunt de asemenea abrupte și se ridica la 3-5 m; pot fi întâlnite ruperi ale malurilor (de până la 20 m) și zone mai joase. Lățimea râului este de 25-50 m, cu un maxim de 80-100 m în preajma lacului de acumulare din Turghenevo. Adâncimea medie oscilează între 2 și 3 m în zonele adânci, și 0,2-0,4 m (până la 1,5 m) în vaduri. Curentul apei atinge viteza de 0,4-0,92 m/s pe segmentele de râu, 0,36-0,55 m/s în Turghenevo și 0,1 m/s în interiorul lacului de acumulare.
Pe cursul inferior curentul este slab, iar apa noroioasă.
Cei mai mari afluenți: Rudnea, Insar (ambii de dreapta). În lunca râului din apropierea satului Ciuvarlei (raionul Alatîr) se găsește lacul Șîblevo.
Sursa principală de alimentare a râului o reprezintă topirea zăpezii. Alatîr îngheață în noiembrie și se dezgheață în aprilie.

## Afluenți
Râul Alatîr are următorii afluenți:
(km de la gura de vărsare)
- 18 km: râul Miroleika (stânga)
- 33 km: râu fără nume (stânga)
- 34 km: râul Pesceanka (stânga)
- 36 km: râu fără nume, lângă satul Bolșîie Poleanî (stânga)
- 51 km: râu fără nume, lângă satul Bezvodnoe (dreapta)
- 63 km: pârâul Adreaevka (dreapta)
- 75 km: râul Uksun (stânga)
- 82 km: râul Ceanga (stânga)
- 94 km: râul Barahmanka (stânga)
- 105 km: râul Nuia (dreapta)
- 108 km: râul Selievka (dreapta)
- 112 km: râul Așnea (stânga)
- 124 km: pârâul Kalîșa (stânga)
- 136 km: râul Insar (dreapta)
- 139 km: râul Tatar-Velen-Lei (dreapta)
- 140 km: pârâul Kemleatka (dreapta)
- 146 km: râul Iazovka (stânga)
- 152 km: râul Pelka (dreapta)
- 154 km: râu fără nume, lângă satul Iklei (stânga)
- 165 km: râul Batmas (stânga)
- 179 km: râul Rudnea (dreapta)
- 184 km: râul Ujovka (stânga)
- 190,8 km: râul Muravei (stânga)
- 191 km: râu fără nume, lângă satul Sîreatino (dreapta)
- 200 km: râul Iresti (dreapta)
- 202 km: pârâul Arzinka (stânga)
- 213 km: râul Menșovka (stânga)
- 216 km: râul Madaevka (dreapta)
- 225 km: râul Arzinka (stânga)
- 230 km: râul Irsa (dreapta)
- 233 km: râul Panzelka (stânga)
- 237 km: râul Pandus (stânga)
- 240 km: râul Mokaraia Cevarda (stânga)
- 256 km: râul Vîșovka (stânga)
- 263 km: râul Suhoi Alatîr (stânga)
- 264 km: râul Umoci (stânga)

## Date din registrul apelor
Potrivit Registrului de Stat al Apelor Rusiei, Alatîr aparține bazinului hidrografic Volga Superioară și subbazinului râului Sura.